# Vera Constantinovna de Russie
Pour sa nièce, voir Vera Constantinovna de Russie (1906-2001).
 (mai 2019).
Si vous disposez d'ouvrages ou d'articles de référence ou si vous connaissez des sites web de qualité traitant du thème abordé ici, merci de compléter l'article en donnant les références utiles à sa vérifiabilité et en les liant à la section « Notes et références ».
Vera Constantinovna de Russie (en russe : великая княгиня Вера Константиновна), née le 16 février 1854 à Saint-Pétersbourg, et morte le 11 avril 1912 à Stuttgart est une grande-duchesse de Russie devenue par son mariage duchesse de Wurtemberg.

## Biographie

### Famille
Vera est la seconde fille du grand-duc Constantin Nicolaevitch de Russie et d'Alexandra de Saxe-Altenbourg.

### Enfance
La grande-duchesse Vera Constantinovna de Russie passa les premières années de sa vie à Saint-Pétersbourg. En 1861, son père, le grand-duc Constantin Nicolaïevitch fut nommé vice-roi de Pologne, la famille s'installa à Varsovie. Vera Constantinovna se révéla vite être une enfant difficile, elle fut sujette à de violentes crises de colère. Les médecins diagnostiquèrent chez la grande-duchesse un « état nerveux ». Devenue incontrôlable, ses parents décidèrent de confier la jeune Vera Constantinovna à sa tante, la princesse royale du Wurtemberg, née Olga Nikolaïevna de Russie dont l'union était restée stérile.
Le 7 décembre 1863, âgée de neuf ans, Vera Constantinovna fut confiée au couple royal du Wurtemberg. Officiellement, la jeune grande-duchesse recevait des soins médicaux en Allemagne, pour les parents de Vera Constantinovna, ce fut une façon de dissimuler leur embarras concernant la maladie de leur fille aux membres de la Cour impériale de Russie.
Au début les Wurtemberg eurent peu de succès concernant l'amélioration de l'état de santé de Vera Constantinovna. Elle était triste, son caractère demeurait extrêmement difficile, elle était même capable de violences physiques envers eux. Souvent, elle fut maîtrisée par un officier de l'armée et à plus d'une occasion elle fut enfermée.
Après son avènement en 1864, l'oncle de la petite grande-duchesse Vera Constantinovna devenu roi Charles partait le soir pour de longues promenades avec sa nièce et pour l'apaiser lui lisait la Bible.
En 1866, aucune amélioration notable concernant l'état de santé de Vera Constantinovna ne fut constatée, mais la reine Olga persévéra dans ses soins, et, avec le temps, parvint à dépasser son comportement colérique.
Jeune femme, Vera Constantinovna fut timide, mais d'un grande habileté intellectuelle. Elle n'aimait pas les cérémonies. Son apparence physique, à l'instar de sa personnalité, était assez curieuse. Elle avait les cheveux blonds, ils étaient bouclés, épais, courts et extrêmement clairs.

### Vie de famille
Le roi Charles Ier et la reine Olga adoptèrent Vera Constantinovna en 1871. Ils arrangèrent un mariage avec un membre de leur famille, le duc Eugène de Wurtemberg, de cette manière, la grande-duchesse pouvait demeurer au Wurtemberg. Le mariage fut célébré à Stuttgart, le 4 mai 1874, en présence de l'oncle de Vera Constantinovna, le tsar Alexandre II de Russie. L'empereur de Russie dota sa nièce d'un million de roubles.
De cette union naîtront :
- Charles-Eugène de Wurtemberg (1875-1875) ;
- Elsa de Wurtemberg (1876-1936), qui, en 1897, épouse Albert de Schaumburg-Lippe (1869-1942). Elle la sœur jumelle d'Olga de Wurtemberg ;
- Olga de Wurtemberg (1876-1932), qui, en 1898, épouse Maximilien de Schaumburg-Lippe (1871-1904). Elle est la sœur jumelle d'Elsa de Wurtemberg.

Le couple s'installa dans une grande maison à Stuttgart. Le 8 avril 1875, Vera Constantinovna donna naissance à un fils, Charles-Eugène, celui-ci décéda quelques mois plus tard, le 11 novembre 1875. Le 1er mars 1876 naquirent leurs filles jumelles, Elsa et Olga de Wurtemberg.
Leur union fut de courte durée car, étant officier de l'armée du Wurtemberg, Eugène fut nommé commandant à Düsseldorf et il décéda subitement dans cette ville le 27 janvier 1877. Officiellement d'une chute de cheval aggravée d'une maladie respiratoire. Officieusement, le duc Eugène de Wurtemberg, homme audacieux, décéda lors d'un duel. À vingt-trois ans, la duchesse devint veuve, elle ne se remaria jamais.
La duchesse de Wurtemberg ne retourna pas dans son pays natal, elle préféra demeurer au Wurtemberg, ce pays devenu le sien, où elle bénéficiait de la protection de Charles Ier de Wurtemberg, son père adoptif. Mais, fréquemment, elle se rendait en Russie rendre visite à sa famille, ainsi qu'en Grèce où elle retrouvait sa sœur la reine de Grèce, Olga Constantinovna de Russie.
À la mort du roi Charles Ier en 1891, Vera Constantinovna hérita d'une fortune considérable et, au décès de sa tante la reine Olga, reçut la Villa Berg à Stuttgart en héritage où elle vécut confortablement. Elle fut l'auteur de nombreux poèmes.
Vive et bavarde, Vera Constantinovna était très populaire auprès des Wurtembourgeois ; elle se consacrait aux œuvres de charité. Elle s'impliqua dans la construction de l'église orthodoxe Saint-Nicolas à Stuttgart.

### Dernières années de sa vie
La duchesse Eugène de Wurtemberg, accompagnée de ses deux filles, assista en mai 1896 aux cérémonies du sacre de l'empereur Nicolas II. En 1895, sa fille, Elsa de Wurtemberg fut fiancé au prince Alfred de Saxe-Cobourg-Gotha (petit-fils de la reine Victoria), mais les fiançailles furent rompues. Elle épousa finalement en 1897 un cousin éloigné, le prince Albert de Schaumbourg-Lippe. Sa sœur Olga de Wurtemberg épousa quant à elle Maximilien de Schaumbourg-Lippe.
Âgée, la duchesse Eugène de Wurtemberg eut une mauvaise santé, certains évoquèrent la maladie de Chorée de Sydenman (un trouble neurologique caractérisé par des mouvements brusques et involontaires).
En 1900, elle avait déjà de l'embonpoint, son visage s'était arrondi et elle avait les cheveux très courts, ce qui lui donnait une allure masculine. Très myope, elle portait un pince-nez. On trouvait qu'elle était une vieille dame assez excentrique, mais possédant un bon sens de l'humour. Elle était très appréciée de sa famille.

### Décès
En octobre 1911, Vera Constantinovna de Russie fut victime d'une attaque cérébrale. Elle décéda le 11 avril 1912 à Stuttgart.

## Ascendance
|  |                                         |  |  |  |  |  |  |  |  |  |  |  |  |
|  | 8. Paul Ier de Russie                   |  |  |  |  |  |  |  |  |  |  |  |  |
|  |                                         |  |  |  |  |  |  |  |  |  |  |  |  |
|  |                                         |  |  |  |  |  |  |  |  |  |  |  |  |
|  | 4. Nicolas Ier de Russie                |  |  |  |  |  |  |  |  |  |  |  |  |
|  |                                         |  |  |  |  |  |  |  |  |  |  |  |  |
|  |                                         |  |  |  |  |  |  |  |  |  |  |  |  |
|  | 9. Sophie-Dorothée de Wurtemberg        |  |  |  |  |  |  |  |  |  |  |  |  |
|  |                                         |  |  |  |  |  |  |  |  |  |  |  |  |
|  |                                         |  |  |  |  |  |  |  |  |  |  |  |  |
|  | 2. Constantin Nikolaïevitch de Russie   |  |  |  |  |  |  |  |  |  |  |  |  |
|  |                                         |  |  |  |  |  |  |  |  |  |  |  |  |
|  |                                         |  |  |  |  |  |  |  |  |  |  |  |  |
|  | 10. Frédéric-Guillaume III de Prusse    |  |  |  |  |  |  |  |  |  |  |  |  |
|  |                                         |  |  |  |  |  |  |  |  |  |  |  |  |
|  |                                         |  |  |  |  |  |  |  |  |  |  |  |  |
|  | 5. Charlotte de Prusse                  |  |  |  |  |  |  |  |  |  |  |  |  |
|  |                                         |  |  |  |  |  |  |  |  |  |  |  |  |
|  |                                         |  |  |  |  |  |  |  |  |  |  |  |  |
|  | 11. Louise de Mecklembourg-Strelitz     |  |  |  |  |  |  |  |  |  |  |  |  |
|  |                                         |  |  |  |  |  |  |  |  |  |  |  |  |
|  |                                         |  |  |  |  |  |  |  |  |  |  |  |  |
|  | 1. Vera Constantinovna de Russie        |  |  |  |  |  |  |  |  |  |  |  |  |
|  |                                         |  |  |  |  |  |  |  |  |  |  |  |  |
|  |                                         |  |  |  |  |  |  |  |  |  |  |  |  |
|  | 12. Frédéric Ier de Saxe-Hildburghausen |  |  |  |  |  |  |  |  |  |  |  |  |
|  |                                         |  |  |  |  |  |  |  |  |  |  |  |  |
|  |                                         |  |  |  |  |  |  |  |  |  |  |  |  |
|  | 6. Joseph de Saxe-Altenbourg            |  |  |  |  |  |  |  |  |  |  |  |  |
|  |                                         |  |  |  |  |  |  |  |  |  |  |  |  |
|  |                                         |  |  |  |  |  |  |  |  |  |  |  |  |
|  | 13. Charlotte de Mecklembourg-Strelitz  |  |  |  |  |  |  |  |  |  |  |  |  |
|  |                                         |  |  |  |  |  |  |  |  |  |  |  |  |
|  |                                         |  |  |  |  |  |  |  |  |  |  |  |  |
|  | 3. Alexandra de Saxe-Altenbourg         |  |  |  |  |  |  |  |  |  |  |  |  |
|  |                                         |  |  |  |  |  |  |  |  |  |  |  |  |
|  |                                         |  |  |  |  |  |  |  |  |  |  |  |  |
|  | 14. Louis-Frédéric de Wurtemberg        |  |  |  |  |  |  |  |  |  |  |  |  |
|  |                                         |  |  |  |  |  |  |  |  |  |  |  |  |
|  |                                         |  |  |  |  |  |  |  |  |  |  |  |  |
|  | 7. Amélie de Wurtemberg                 |  |  |  |  |  |  |  |  |  |  |  |  |
|  |                                         |  |  |  |  |  |  |  |  |  |  |  |  |
|  |                                         |  |  |  |  |  |  |  |  |  |  |  |  |
|  | 15. Henriette de Nassau-Weilbourg       |  |  |  |  |  |  |  |  |  |  |  |  |
|  |                                         |  |  |  |  |  |  |  |  |  |  |  |  |
|  |                                         |  |  |  |  |  |  |  |  |  |  |  |  |